# Eléni Stávrou
Eléni Stávrou (grec moderne : Ελένη Σταύρου), née le 4 juillet 1975 à Nicosie, est une femme politique chypriote, membre du Rassemblement démocrate (DISY).

## Biographie
Le 22 mai 2016, elle est élue à la Chambre des représentants, où elle siège jusqu'en 2021 et n'est pas réélue.
Le 2 novembre 2022, elle devient députée européenne en remplacement de Leftéris Christofórou. Elle siège, au sein du groupe du Parti populaire européen (PPE), jusqu'à la fin de la législature le 15 juillet 2024.